# The Scotsman

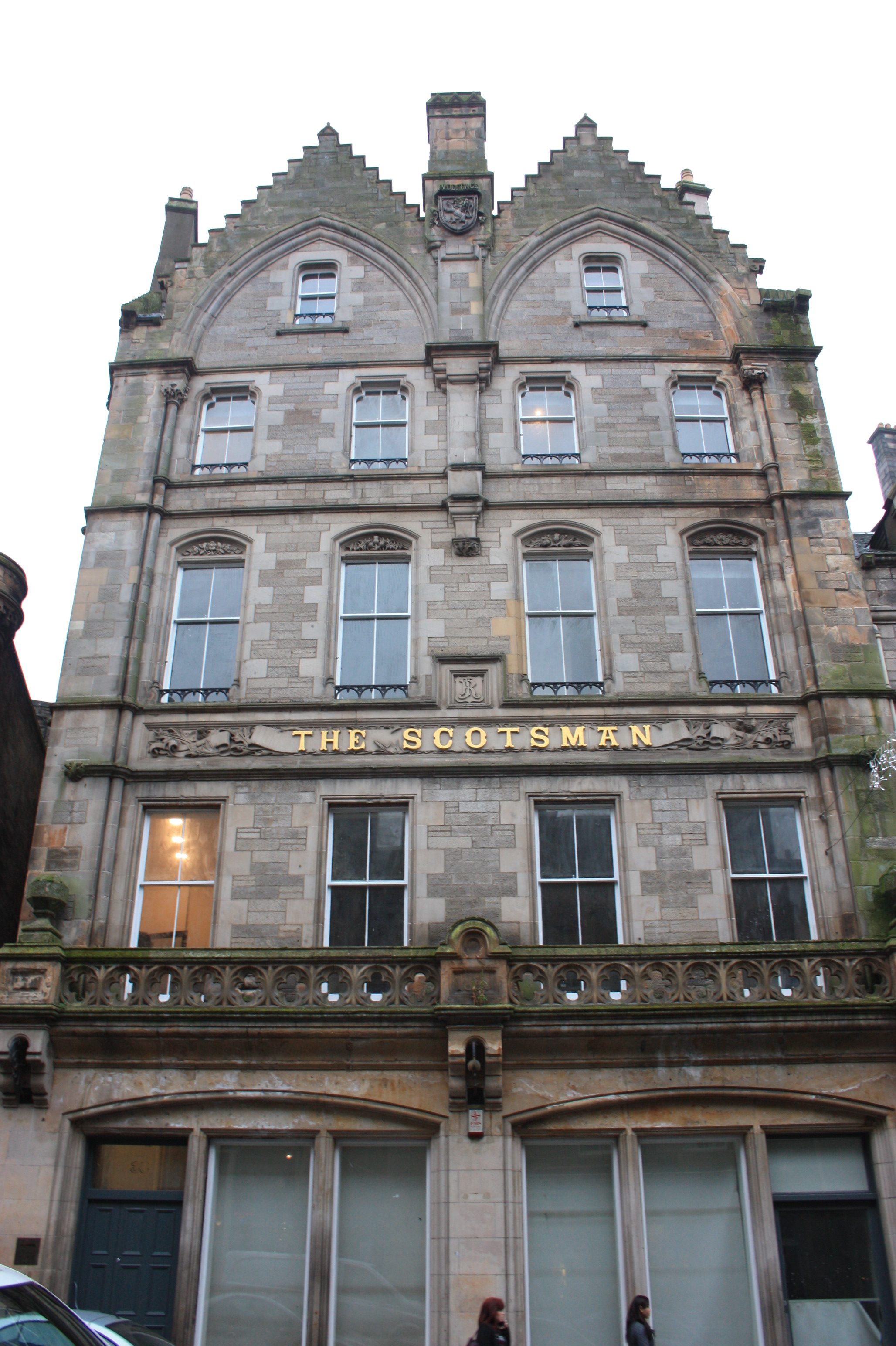
Voormalig kantoor van The Scotsman in Edinburgh

The Scotsman is een Schotse landelijke krant.
Advocaat William Ritchie en douanebeambte Charles Maclaren richtten de krant op in 1817. In 2008 had The Scotsman een oplage van 53.520. De krant heeft oplagen van meer dan 100.000 stuks gekend in de jaren tachtig. De oplage liep in 2009 terug naar ongeveer 45.000 stuks. De krant wordt sinds 2004 uitgegeven in tabloidformaat.
In 1953 kocht de Canadese miljonair Roy Thomson de krant, die in 1995 werd doorverkocht aan de miljardairs David en Frederick Barclay voor £ 85 miljoen. Ze verhuisden de gehele krant (na 178 jaar) weg uit de kantoren aan North Bridge. De huidige eigenaar van de krant is Johnston Press, een bedrijf dat opgericht is in Schotland en nu een van de drie grootste uitgeverijen van lokale kranten in het Verenigd Koninkrijk is.